# 青22号

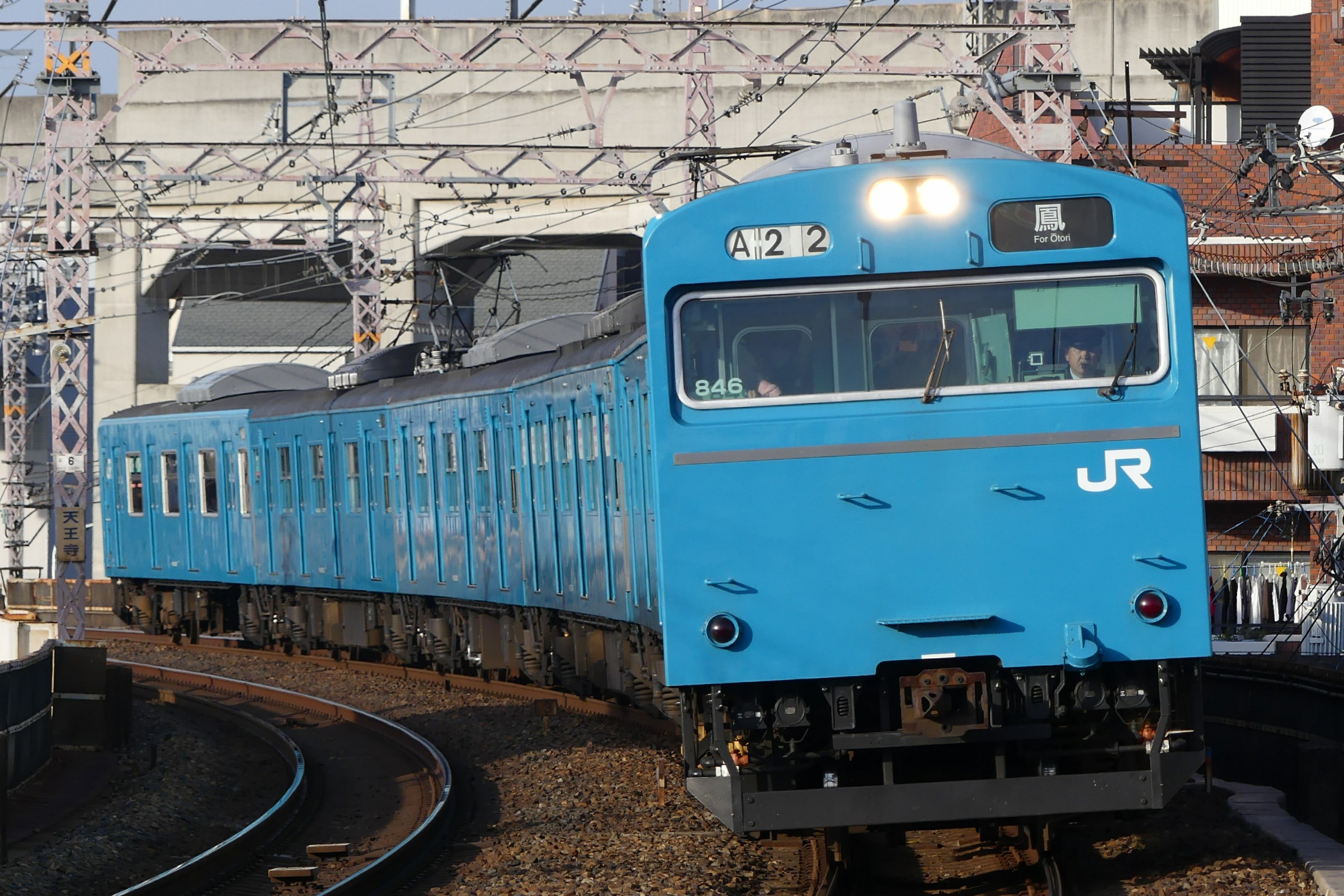
青22号を地色とした103系

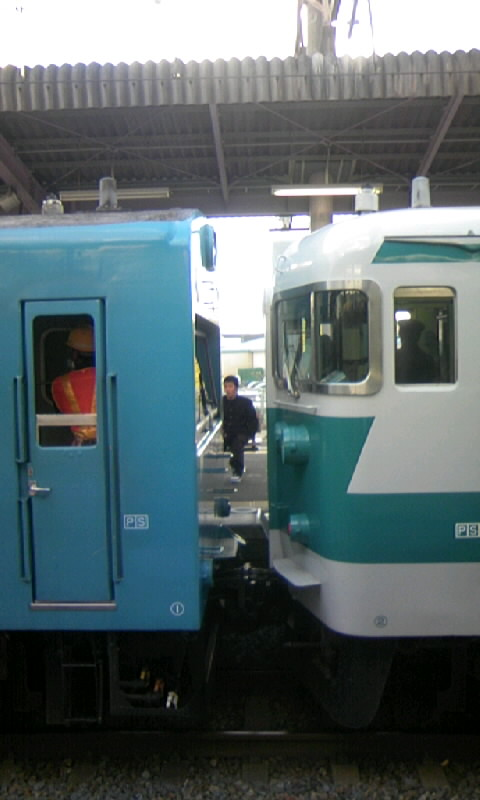
左は青22号通常色の103系。113系の帯色の方が濃い。

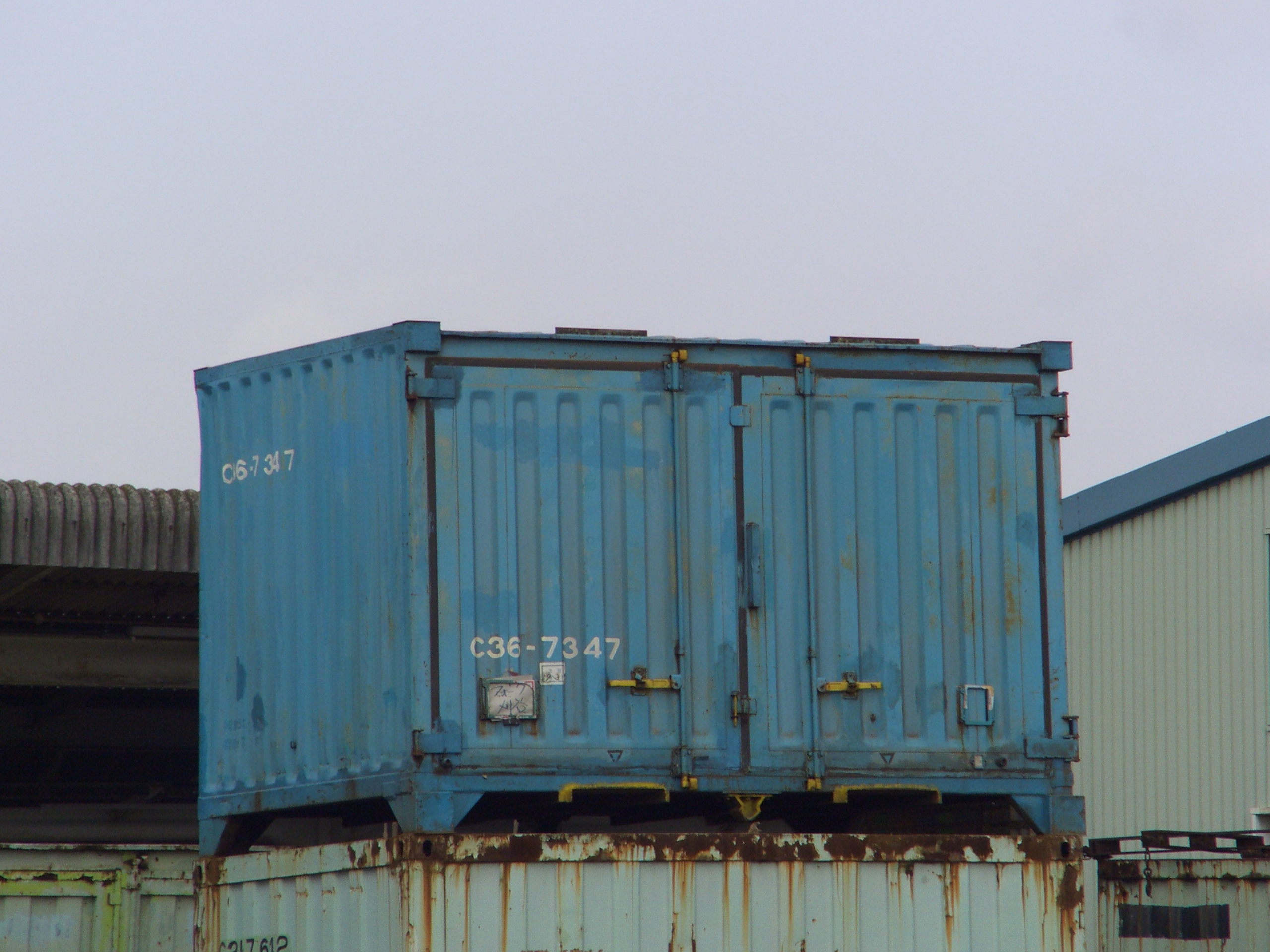
青22号を地色としたC36形コンテナ

JR貨物のマーク

青22号（あお22ごう､Blue No. 22）は、日本国有鉄道（国鉄）が定めた色名称の1つである。

## 概要
「スカイブルー」や「コンテナブルー」とも呼ばれる。国鉄部内での慣用色名称は「みず色」である。マンセル値は「3.2B 5/8」。
1965年、京浜東北線に投入された103系電車に対して、ラインカラーとして採用されたのが始まりである。基本的には通勤形電車の地色としての採用例が多く、旧形国電においても大糸線・富山港線などで使用された。1989年の中央・総武緩行線への205系投入に伴い、識別のため、同線から当時の帝都高速度交通営団（営団地下鉄）東西線に乗り入れる301系の塗装が、灰色8号の地色に黄5号の帯から、同地色に本色の帯へと変更された。
なお、関西地区において、阪和線および東海道・山陽線で運行された新快速において、当初灰色9号の地色に対する帯色として本色が採用されたことがあるが、実際には吹田工場で独自に調色した色が使用されている。正規な制定色ではなかったため、色名称は「青22号帯用特色」と称されている。この色は日根野電車区所属の113系の帯に使用されていた。
貨車では、冷延コイル輸送用のワキ9000形や、特にC35形コンテナの地色であることから「コンテナブルー」とも称され、JR発足時にはJR貨物のコーポレートカラーとされた。
また、JR西日本北陸地区（七尾線を除く）の電車において、2010年以降の新塗装で用いられる青一色の塗装も、この色を若干濃くしたような色合いとなっている。

## 使用車両
- クモハ40形や国鉄72系電車など、大糸線や富山港線などで使用された旧形国電
- 国鉄101系電車（京浜東北・根岸線）
- 国鉄103系電車（仙石線、京浜東北線、横浜線、根岸線、京葉線、中央西線、京阪神緩行線、和田岬線、阪和線、筑肥線）
- 国鉄105系電車（仙石線）
- 国鉄123系電車（阪和線支線）
- 国鉄201系電車（京葉線、京阪神緩行線）
- 国鉄113系電車（阪和線）
- 国鉄119系電車・クモユニ147形電車（飯田線）
- 国鉄153系電車（京阪神地区新快速色）
- 国鉄165系電車（上記153系の編成に組み込まれたクハ165形の帯色）
- 国鉄301系電車（中央・総武緩行線 - 営団地下鉄東西線直通用）
- 国鉄ワキ9000形貨車
- 国鉄トキ1000形貨車
- 国鉄C35形コンテナ
- 国鉄C36形コンテナ
- 国鉄C40形コンテナ
- JR貨物18A形コンテナ
- JR貨物18B形コンテナ
- JR貨物18C形コンテナ
- JR貨物18D形コンテナ
- JR貨物W18D形コンテナ
- JR貨物ZD18D形コンテナ
- JR貨物V18A形コンテナ
- JR貨物V18B形コンテナ
- JR貨物V18C形コンテナ
- JR貨物チキ100形貨車
- JR貨物チキ900形貨車
- JR貨物チキ1000形貨車

## 近似色
- 青24号
- 青
- 水色
- JR西日本和歌山地区の新塗装